# One Canada Square
A One Canada Square torony (másik nevén Canary Wharf torony) egy felhőkarcoló London, Canary Wharf területén. Jelenleg (2012) ez az Egyesült Királyság második legmagasabb épülete a maga 235 méteres magasságával. 50 emelet magasságával London egyik jellegzetes épületévé vált, melynek tetején egy jellegzetes piramis alakú csúcs kapott helyet 240 méter magasan a tengerszint felett.
Az épület 1991 augusztusában érdemelte ki az Egyesült Királyság legmagasabb épülete címet, melyet 2012-ig birtokolt. Ugyanakkor jelenleg további két torony áll építés alatt, melyek várhatóan ezt a címet átveszik: Heron Tower és Bishopsgate Tower.

## Az épület jellemzői
- a piramis-csúcsba 4 db légiközlekedés szempontjából fontos figyelmeztető stroboszkópot építettek, melyek mindegyike 40-szer villan fel percenként, összesen 57.600-szor naponta
- 16.000 fémdarabot foglal magába, melyek mind a belső szerkezeti vázat, mind pedig a külső burkolatot adják
- építése 1990-ben márciustól júniusig a munkások sztrájkja miatt szünetelt
- szerkezetét úgy tervezték, hogy a 100 évente előforduló, legerősebb széllökéseket is kibírja legfeljebb 13,45 hüvelyk (34,16 cm) kilengéssel.
- az emeletek kompakt szerkezetűek, azaz egy szilárd acél-mag köré építettek sok, egymáshoz közel elhelyezett oszlopok által megtartott vas-beton szintet
- a fedőcsúcs piramisa egy 11 tonna súlyú szerkezet
- a külső burkolat nagyjából 370.000 négyzetméter felületű Patten Hyclad Cambric rozsdamentes acélból készült, építésekor ez a torony volt a világon az első, melyet ilyen módszerrel burkoltak
- a 11 méter belmagasságú aula 90.000 négyzetméter márvány burkolatot kapott, melyhez az alapanyagot Olaszországból és Guatemalából szállították
- az épületen 3960 db ablak, és négy lépcsőházban összesen 4388 lépcső található
- 27.000 tonna acél felhasználásával épült, melyet 500.000 db csapszeg tart össze
- egy átlagos irodaszint mintegy 28.000 négyzetméter területű
- az 50. emeletre a lift nagyjából 40 másodperc alatt juttatja fel az utasokat a földszintről
- építésekor a torony Európa legmagasabb épülete volt, amíg felépült a frankfurti Messeturm
- a tornyot időnként a függőleges Fleet street-nek is nevezik, mert megnyitását követően sok -korábban a Fleet streeten székelő - lapkiadó bérelt itt irodát
- az épület rakodó tere naponta mintegy 108.000 db küldeményt fogad
- a csúcs-piramis 1990 novemberben került a helyére
- triszkaidekafóbia miatt a 13. emeleten nincsenek kiadható irodák; ez egy épületgépészeti szint, a liftben a 12. szintet a 14. követi.[1]

## Külső hivatkozások
- Emporis.com
- Imoa.info

## Fordítás
- Ez a szócikk részben vagy egészben  az   One Canada Square című angol nyelvű Wikipédia-szócikk fordításán alapul.  Az eredeti cikk szerkesztőit annak laptörténete sorolja fel. Ez a jelzés csupán a megfogalmazás eredetét és a szerzői jogokat jelzi, nem szolgál a cikkben szereplő információk forrásmegjelöléseként.